# Athyrma pratti
Athyrma pratti är en fjärilsart som beskrevs av George Thomas Bethune-Baker 1906. Athyrma pratti ingår i släktet Athyrma och familjen nattflyn. Inga underarter finns listade i Catalogue of Life.